# Melissa Marty
Melissa Marty Caro  (sinh ngày 26 tháng 7 năm 1984 tại Mayagüez) là một người giữ danh hiệu cuộc thi sắc đẹp Puerto Rico và Người dẫn chương trình truyền hình. Marty được chọn vào vòng bán kết trong cuộc thi Hoa hậu Hoàn vũ Puerto Rico 2008, cạnh tranh với cô là "Hoa hậu Caguas". Sau đó, cô trở thành thí sinh trong chương trình thực tế / cuộc thi sắc đẹp Nuestra Belleza Latina, và sau nhiều tuần thi đấu và bị loại, cô đã giành được giải thưởng lớn hơn 100.000 đô la, một hợp đồng với Univision và giành được danh hiệu Nuestra Belleza Latina 2008.
Cô là một thành viên của Mu Alpha Phi. Sau khi giành chiến thắng trong cuộc thi Nuestra Belleza Latina, cô đã được tiếp xúc với nhiều hoạt động quốc gia và làm người dẫn chương trình giải trí trong các chương trình trên Univision, Galavision và mạng lưới Telefutura.
Năm 2012, Marty chuyển đến Los Angeles, California để theo đuổi sự nghiệp diễn xuất. Vào năm 2014, cô làm việc như một người đồng tổ chức chương trình buổi sáng El Coffee Break trên mạng Azteca America  cho đến khi nó bị hủy bỏ vào ngày 18 tháng 4 năm 2014.
Năm 2015, Marty đã kết hôn với người bạn trai lâu năm, Nelson Rosa.

## liên kết ngoài
- Melissa Marty